# Manuel Arias y Porres
Manuel Arias y Porres (ur. 1 listopada 1638 w Alaejos, zm. 16 listopada 1717 w Sewilli) – hiszpański kardynał.

## Życiorys
Urodził się 1 listopada 1638 roku w Alaejos, jako syn Gómeza Ariasa i Cataliny de Porres. W 1652 roku wstąpił do zakonu Maltańskiego, a w 1690 roku otrzymał nominację na ambasadora Hiszpanii w Portugalii, lecz odmówił jej przyjęcia z powodu wstąpienia do stanu duchownego. W okresie 1692–1696 i 1699–1703 był kanclerzem Kastylii. 3 kwietnia 1702 roku został wybrany arcybiskupem Sewilli, a 28 maja przyjął sakrę. Gdy w 1709 roku król Filip V, wydalił nuncjusza w Hiszpanii i zakazał wszelkich kontaktów z Rzymem, Arias był jednym z czterech duchownych, którzy nie przestrzegali rozkazu króla. 18 maja 1712 roku został kreowany kardynałem prezbiterem, jednak nie otrzymał kościoła tytularnego. Zmarł 16 listopada 1717 roku w Sewilli.